# آی‌جی‌ان
آی‌جی‌ان (به انگلیسی: IGN) (با نام سابق Imagine Games Network) یک وب گاه رسانه گروهی و بازی ویدئویی و سرگرمی آمریکایی است که توسط IGN Entertainment Inc. ، یک شرکت تابعه Ziff Davis که به‌طور کامل متعلق به J2 Global است، اداره می‌شود. این شرکت در ساوت آو مارکت، سان‌فرانسیسکو واقع شده و توسط سرپرست سابق خود، Peer Schneider، رهبری می‌شود.
وبسایت IGN محصولی از کارآفرین رسانه ای کریس آندرسون بود و در تاریخ ۲۹ سپتامبر ۱۹۹۶ راه اندازی شد. بر روی بازی، فیلم، تلویزیون، کمیک، فناوری و سایر رسانه‌ها تمرکز دارد.
در واقع، IGN وب سایت پرچمدار IGN Entertainment بود که چندین وبسایت دیگر را به منافع بازیکنان، بازی‌ها و سرگرمی‌هایی مانند Tomatoes Rotten, GameSpy, GameStats, VE3D, TeamXbox, Network Vault, FilePlanet و AskMen اختصاص داد و آنها را مدیریت کرد. درمیان دیگران. IGN به شرکت انتشارات Ziff Davis در فوریه ۲۰۱۳ فروخته شد و در حال حاضر به عنوان یک شرکت تابعه جهانی J2 فعالیت دارد.

## تاریخچه
در ماه سپتامبر سال ۱۹۹۶ به عنوان شبکه بازی تصور، شبکه محتوای IGN توسط انتشارات Jonathan Simpson-Bint منتشر شد و به عنوان پنج وب سایت شخصی در Imagine Media شروع شد: N64.com (که بعدها renamed ign64.com) , PSXPower, Saturnworld, NextGeneration.com و Ultra Game Players Online. تصور کنید در وب سایت‌های متعلق به آن گسترش یافته و با ایجاد یک شبکه وابسته که شامل تعدادی از طرفداران مستقل مانند PSX Nation.com, Sega-Saturn.com, Game Sages و GameFAQ هستند. در سال ۱۹۹۸، شبکه یک صفحه اصلی جدید را راه اندازی کرد که سایت‌های فردی را به عنوان سیستم "" کانال‌ها "تحت نام تجاری IGN تثبیت کرد. صفحه اصلی محتوای بیش از ۳۰ کانال مختلف را نمایش می‌دهد. بازیکنان نسل بعدی و فوق‌العاده بازی‌های آنلاین جزء این تحکیم نبودند؛ U.G.P.O. با تصویب این مجله حل و فصل شد و نسل بعدی پس از تصویب تصمیم به تمرکز بر روی نام تجاری رادار روزانه کوتاه مدت قرار گرفت.
در فوریه سال ۱۹۹۹، مجله کامپیوتر IGN یکی از صدها وب سایت را در کنار رقبا GameSpot و CNET Gamecenter نامگذاری کرد. در همین ماه، Imagine Media گنجانیده شد که شامل IGN و کانال‌های وابسته آن به عنوان Affiliation Networks بود، در حالی که سیمپسون-بنت در شرکت سابق باقی ماند. در ماه سپتامبر، شرکت Media Media، مستقل از اینترنت که تازه منتشر شده‌است، نام خود را به Snowball.com تغییر داد. در عین حال، وب سایت سرگرمی کوچک Den به IGN ادغام شد و محتوای غیرمجاز را به شبکه رو به رشد اضافه کرد. Snowball IPO در سال ۲۰۰۰ برگزار شد، اما در طول dot-com حباب بیشتر خواص دیگر خود را از بین برد. IGN با افزایش تعداد مخاطبان و سرویس اشتراکی تازه تأسیس موسوم به IGN Insider (بعد از IGN Prime)، که منجر به رهاسازی نام Snowball و پذیرش IGN Entertainment در ۱۰ مه ۲۰۰۲ شد، غالب شد.
در ژوئن ۲۰۰۵، IGN گزارش داد که ۲۴۰۰۰۰۰۰ بازدید کننده منحصر به فرد در هر ماه، با ۴٫۸ میلیون کاربر ثبت شده در تمام بخش‌های سایت. بر طبق الکسا، IGN در بین ۲۰۰ وب سایت بیشتر بازدید شده رتبه‌بندی شده‌است. [۴] در سپتامبر ۲۰۰۵، IGN توسط امپراتوری کسب و کار چند رسانه ای روپرت مرداک، News Corporation به مبلغ ۶۵۰ میلیون دلار خریداری شد. [5] IGN ۱۰ ساله خود را در ۱۲ ژانویه ۲۰۰۸ جشن گرفت. [6] IGN در پارک اداری Marina Point Parkway در بریزبن کالیفرنیا اداره می‌شود تا زمانی که در یک ساختمان کوچکتر در نزدیکی AT & T Park در سانفرانسیسکو در ۲۹ مارس ۲۰۱۰ به یک شرکت Direct2Drive به Gamefly فروخته شود.

### خریدUGO,فروش به زیف دیویس
در سال ۲۰۱۱، شرکت IGN سرگرمی UGO Entertainment (صاحبان 1UP.com) را از شرکت Hearst دریافت کرد. در نهایت، News Corp. برنامه‌ریزی کرد تا IGN Entertainment را به عنوان یک شرکت عمومی معامله کند، و همچنان یک رشته واگذاری برای اموال دیجیتالی که قبلاً به دست آورده بود (از جمله MySpaceand Photobucket) ادامه داد.
در تاریخ ۴ فوریه ۲۰۱۳، پس از تلاش ناموفق برای IGN به عنوان یک شرکت جداگانه، News Corp اعلام کرد که IGN Entertainment را به شرکت Ziff Davis منتشر کرده‌است که اخیراً توسط J2 Global به فروش رسیده‌است. جزئیات مالی مربوط به خرید مشخص نشد. قبل از خرید توسط UGO، 1UP.com قبلاً توسط Ziff Davis متعلق بود. [۹] به زودی پس از خرید، IGN اعلام کرد که این کار را خاموش کردن کارکنان و بسته شدن GameSpy، 1UP.com و UGO خواهد کرد تا تمرکز بر مارک‌های گل سرسبد آن، IGN.com و AskMen باشد.

### شرکت‌های فرعی و اسپین آف
بازی‌های مورد علاقه ای که در بازی‌های ویدیویی مورد استفاده قرار می‌گیرند، شبکه Vault Network توسط IGN در سال ۱۹۹۹ به دست آمد. [11] GameStats، یک وب سایت جمع آوری بازبینی توسط IGN در سال ۲۰۰۴ تأسیس شد. GameStats شامل یک سیستم رتبه‌بندی GPM (رایانه محبوبیت) است که شامل میانگین نمرات مطبوعات و نمره میانگین بازیکنان، و همچنین تعداد بازدیدهای صفحه برای بازی است. [نیازمند منبع] با این حال، سایت دیگر به روز نمی‌شود. سایت‌های مورد علاقه ایکس باکس، TeamXbox و وب سایت بازی PC VE3D در سال ۲۰۰۳ به دست آمد. [12] [13] IGN Entertainment با صنایع GameSpy در سال ۲۰۰۵ ادغام شد. [۱۴] ادغام همچنین FilePlanet را به گروه IGN دانلود کنید. از سال ۲۰۱۱ هر دو FilePlanet و وب سایت GameSpy هنوز هم به عنوان سایت‌های مرتبط با بازی‌های ویدئویی عمل می‌کنند. IGN سرگرمی مجله سبک زندگی آنلاین مردانه AskMen.com در سال ۲۰۰۵ به دست آورد. [۱۵] در سال ۲۰۰۴، IGN فیلمنامه نقدی را دریافت کرد و در سال ۲۰۱۰ وب سایت را به Flixster فروخت. [۱۶] در اکتبر سال ۲۰۱۷، Humble Bundle اعلام کرد که توسط IGN به دست آورد.

### سیستم امتیازدهی

#### مقیاس اصلی
یک عضو از کارکنان IGN یک بازبینی برای یک بازی می‌نویسد و به آن نمره بین ۰٫۱ و ۱۰٫۰ می‌دهد، که با افزایش ۰٫۱ تعیین می‌شود و تعیین می‌کند که چه میزان بازی توصیه می‌شود. نمره بر طبق «جنبه‌های فردی یک بازی، مانند ارائه، گرافیک، صدا، گیم پلی و تجدید نظر پایدار» ارائه شده‌است. هر بازی در هر یک از این دسته‌ها نمره ای به دست می‌دهد، اما نمره کلی برای این بازی یک ارزیابی مستقل است، نه میانگین نمرات در هر دسته.

#### مقیاس ۲۰ امتیازی
در تاریخ ۳ اوت ۲۰۱۰، IGN اعلام کرد که سایت تغییر خواهد کرد به مقیاس نمره جدید. به جای یک مقیاس ۱۰۰ امتیازی، که در آن بازی‌ها با افزایش ۰٫۱ به دست می‌آیند، همه بررسی‌های آینده از یک مقیاس ۲۰ امتیازی که در آن بازی‌ها با افزایش ۰٫۵ امتیاز به دست می‌آید استفاده می‌کنند. تحت هر دو سیستم، حداکثر نمره ممکن یک بازی ممکن است ۱۰٫۰ باشد. تغییر به ثمر رسیدن به عقب برگشت نرسیده‌است: همه نمرات در بررسی‌هایی که قبل از تغییر ثبت شده‌اند، باقی خواهند ماند. این تغییر همچنین سیستم امتیاز دهی برای بررسی خواننده را تحت تأثیر قرار نداد.

#### مقیاس ۱۰۰ امتیازی
در تاریخ ۱۳ سپتامبر ۲۰۱۲، IGN نشان داد که به عنوان بخشی از فرمت بازبینی جدید، همه بررسیهای بعدی اکنون با یک مقیاس ۱۰۰ امتیازی دنبال می‌شوند، اما این بار بدون استفاده از دقایق، به این معنی که نمره ۸٫۵ در حال حاضر ۸۵ است. برخلاف گذشته تبدیل به مقیاس ۲۰ نقطه، این آخرین سیستم به ثمر رساند تغییر برگشت‌پذیر داده شد و تمام نمرات IGN قبلی تجدید نظر به دنبال سیستم جدید است. با این حال، علی‌رغم اعلامیه، این مقاله علاوه بر کوتاهی پس از انتشار، آن را اعلام کرد که پس از بحث‌های بسیار، آنها تصمیم گرفته‌اند که نقطه اعشار را در تمام نمرات آینده حفظ کنند.

#### دوباره بررسی سیاست
در اوایل سال ۲۰۱۴، IGN یک سیاست جدید را معرفی کرد، که در آن نمره بازبینی بازی می‌تواند بازنگری و بهبود یابد، به شرطی که به روز رسانیهای مداوم تغییر قابل توجهی در بازی نسبت به نحوه راه اندازی آن ایجاد کنند. نمونه‌هایی از بازی‌هایی که در آنها بازنگری شده بودند، لیگ افسانه‌ها و نسخه جیبی کمیته مبارزه با سانسور بود. [۲۰]

## آی جی ان بهترین جوایز
IGN 'Best of' یک رویداد سالانه است که بهترین بازی‌ها، فیلم‌ها، نمایش‌های تلویزیونی و کمیک را به عهده می‌گیرد. [۲۱] برنده هر کدام از جایزه‌ها توسط کارکنان IGN از فهرست نامزدهای انتخاب شده‌است، در حالی که خوانندگان می‌توانند رای خود را آنلاین برای تعیین جایزه «انتخاب مردم» برای هر دسته‌بندی باشد.

## بخش‌های دیگر
در سال ۲۰۰۰، Snowball.com یک فدراسیون E را به نام سازماندهی بازی‌های اینترنتی (IWO) خریداری کرد. [۲۲] از آنجایی که گلوله برفی متعلق به هر دو IWO و IGN بود، IWO شروع به تبدیل شدن به اولین E-Fed رسمی IGN، حتی انجام یک ستون در وب سایت. بخش IGN برای مردان رسماً در ۲ اکتبر ۲۰۰۱ بسته شده و دیگر به روز نمی‌شود. IGN دارای سایت‌هایی مانند IGN Stars و AskMen.com است که اکثر کارکرد سایت قدیمی IGN For Men را انجام می‌دهند. IGN Wrestling در اوایل سال ۲۰۰۲ هنگامی که بسیاری از کارکنان از بین رفت، به پایان رسید. مصاحبه با شخصیت‌های حرفه ای کشتی و پوشش بازی‌های کشتی به IGN Sports، که در حال حاضر توسط جان رابینسون رهبری می‌شود، بسته شده‌است. IGN Sci-Fi: به‌طور عمده از سال ۲۰۰۲ مرده‌است، این بخش از سایت شامل اخبار فیلم، بررسی کتاب‌های کمیک، پوشش انیمه و سایر موارد مرتبط است. از آن زمان تا کنون متوقف شده‌است. سایت SciFI.ign.com اکنون به SciFiBrain.ign.com که به تازگی ساخته شده‌است را مرور می‌کند و برخی از محتوای سایت قدیمی Sci-Fi را پوشش می‌دهد.
در سال ۲۰۰۲، IGN یک سایت متداول بازی ویدیویی اختصاصی را راه اندازی کرد که به‌طور خاص برای هدایت راهنماهای ارائه شده توسط کاربر طراحی شده بود. [۲۳] در سال ۲۰۰۴، IGN GameStats را راه اندازی کرد، که قصد داشت آن را یک شبکه ارزیابی غیررسمی تر، در نظر بگیرد، زیرا نمرات از هر سایت رتبه‌بندی بازی متعلق به شرکت‌های عمومی، به‌طور متوسط آنها را به یک امتیاز برای یک ایده کلی از کیفیت یک بازی. IGN همچنین Direct2Drive.com را در سال ۲۰۰۴ راه اندازی کرد. تمرکز اصلی آن فروش فروشهای دیجیتالی بازیهای کامپیوتری کامل و مک، و همچنین انیمه، کمیک و راهنماهای بازی است. در سال ۲۰۰۵، IGN سایت کمیک خود را راه اندازی کرد، که نه فقط به عنوان عناوین اصلی Marvel و DC، بلکه مانگا، رمان‌های گرافیکی، مجسمه‌ها و اسباب بازی‌ها اختصاص داده شده‌است.
در سال ۲۰۰۶، IGN سایت تلویزیونی خود را راه اندازی کرد. این برنامه مصاحبه با افراد مشهور تلویزیونی مختلف را علاوه بر برنامه تلویزیونی، چیزهای بی‌اهمیت تلویزیون و اخبار تلویزیونی فراهم می‌کند. به تلویزیون IGN FilmForce، بخش تلویزیون IGN دارای کلیپ‌های منحصر به فرد از نمایش‌های تلویزیونی آینده است.
در تاریخ ۳۰ می ۲۰۰۶، IGN Dreamcast دوباره راه اندازی شد. با این حال، هیچ‌یک از به روز رسانی Dreamcast بر روی صفحه اصلی IGN ارسال شد.
در سال ۲۰۰۷، IGN سایت انیمیشن خود را راه اندازی کرد. این ویژگی‌ها در انیمه و مانگا، شامل تریلر و قسمت‌های رایگان ارائه شده‌است. همچنین شامل بررسی مانگا و انیمه از بخش‌های دیگر IGN مانند IGN Comics و IGN DVD. کانال انیمه پس از IGN دوباره طراحی سایت را حذف کرد. در سال ۲۰۰۸، کانال IGN Retro برای نشان دادن دهمین سالگرد IGN راه اندازی شد. [۲۴] برای هماهنگ با انتشار Super Smash Busters, IGN سایت جهانی فوق‌العاده Smash Bros. World را ایجاد کرد. در سایت، مردم می‌توانند مراحل ایجاد شده کاربر خود را از بازی ارسال کنند و آنهایی را که توسط افراد دیگر ساخته شده‌اند دانلود کنید. بعد از آن IGN یک وبسایت مشابهی با نام GTA 'Hood را در تاریخ ۲۹ آوریل ۲۰۰۸ برای Grand Theft Auto IV راه اندازی کرد.
همراه با محتوای وب سایت محبوب خود، IGN همچنین بسیاری از پادکست‌های مختلف را در هر دو وب سایت و در iTunes منتشر می‌کند. برخی از پادکست‌های آنها عبارتند از نمایش‌های کنسول گرا مانند Podcast Beyond و پلتفرم Xbox-oriented "Podcast Unlocked"، چت صوتی نینتندو گیمینگ نینتندو و Game Scoop !، پادکست‌هایی که تعدادی از ویراستاران بحث در مورد اخبار و موضوعات مربوط به صنعت بازی‌های ویدئویی است. [۲۵]